# Felix Hoffmann (Chemiker)

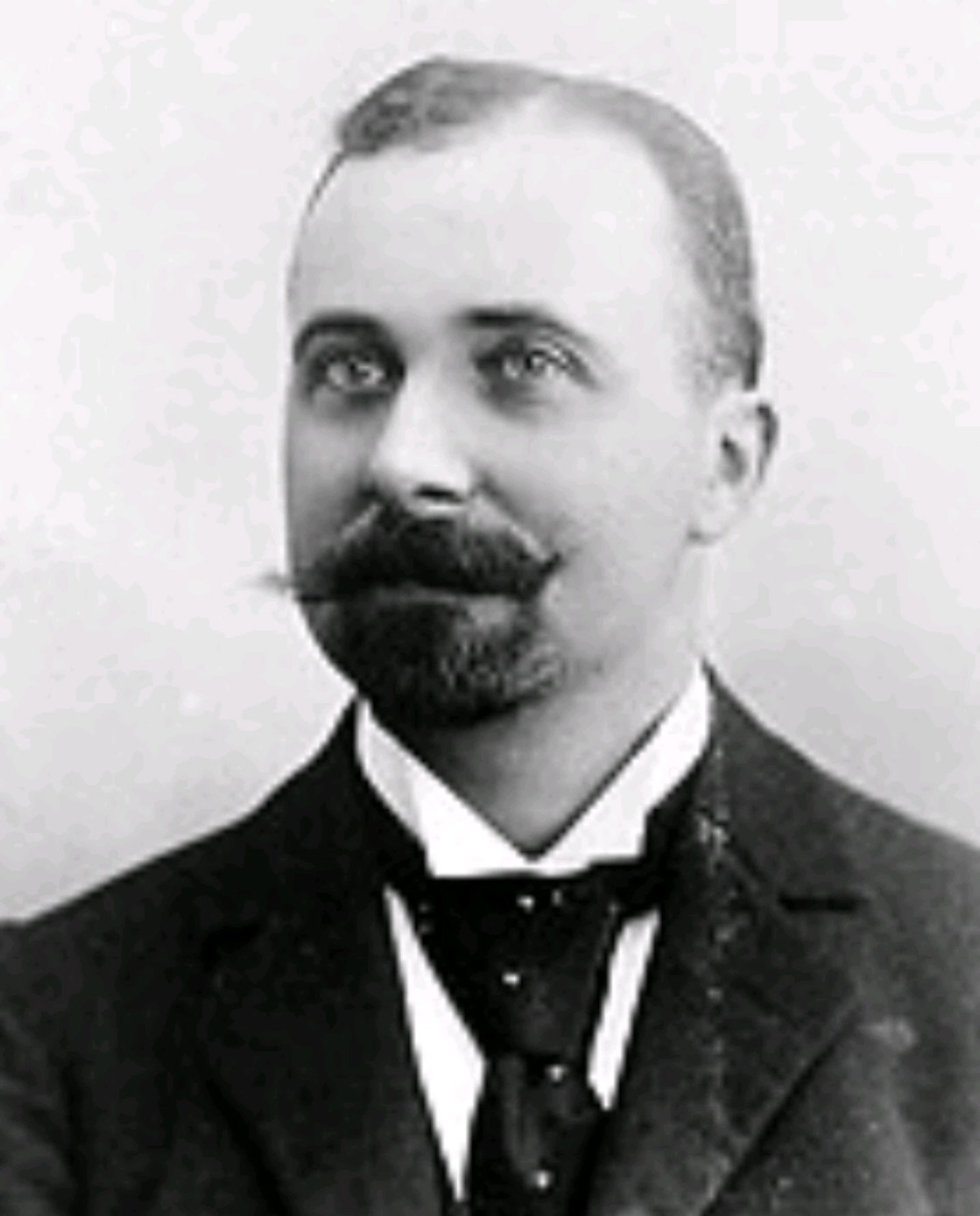
Felix Hoffmann, 1894

Felix Georg Otto Hoffmann (* 21. Januar 1868 in Ludwigsburg; † 8. Februar 1946 in Lausanne) war ein deutscher Pharmazeut und pharmazeutischer Chemiker. Er gilt als Erfinder von Heroin (Diacetylmorphin) und Aspirin (Acetylsalicylsäure).

## Leben
Hoffmann wurde als Sohn eines Ludwigsburger Unternehmers geboren. Nach seiner Schulzeit strebte er ab 1882 eine klassische Apothekerausbildung an und arbeitete danach bis 1889 in verschiedenen Apotheken im Deutschen Reich und in der Schweiz. 1889 begann er an der Ludwig-Maximilians-Universität München ein Studium der Pharmazie und beendete es 1890 mit dem pharmazeutischen Staatsexamen.
Im Jahr 1890 schloss er daran in München ein Studium der Chemie an und wurde am 22. Juni 1893 bei Eugen Bamberger mit der Arbeit Ueber einige Derivate des Dihydroanthracens und des Dekahydrochinolins magna cum laude promoviert. Während seiner anschließenden Assistententätigkeit wurde er von Hans von Pechmann und Adolf von Baeyer direkt an die „Farbenfabriken vorm. Friedr. Bayer & Co.“ in Elberfeld empfohlen.

„Herr Dr. Hoffmann hat mehrere Semester im Münchener Universitätslaboratorium unter meiner Leitung gearbeitet und sich dabei als sehr fleißiger, manuell äußerst geschickter, gut beobachtender und kenntnisreicher Chemiker bewährt. Ich kann ihn daher warm empfehlen.“

„Mit Vergnügen erfülle ich den Wunsch des Herrn Dr. Hoffmann ein Zeugnis auszustellen, da ich ihn als einen sehr tüchtigen jungen Chemiker kennengelernt habe. Derselbe verbindet mit einem durchaus zuverlässigen Charakter eifriges wissenschaftliches Streben und praktische Geschicklichkeit in einem solchen Grade, dass er ohne Zweifel allen Ansprüchen, die in der Farben- oder in der chemischen Präparateindustrie an ihn gestellt werden könnten, sich vollkommen gewachsen zeigen wird. Ich kann ihn daher für eine solche Stelle auf das Wärmste empfehlen.“

Zum 1. April 1894 erhielt er dort im chemisch-wissenschaftlichen Labor eine Anstellung als Chemiker. Bayer hatte ab 1891 eine eigene Pharmazeutisch-Chemische Abteilung („Hauptlaboratorium“ in einem zweigeschossigen Neubau mit 40 Chemikern) etabliert. Leiter des 1896 gegründeten Pharmakologischen Laboratoriums (mit acht Chemikern und Pharmakologen) war vom 1. April 1897 bis 1914 Heinrich Dreser. Privat unterhielt Hoffmann weiterhin ein freundschaftliches Verhältnis zu seinem Doktorvater Bamberger in Zürich.
Am 1. April 1899 wurde Hoffmann die Leitung der kaufmännisch-pharmazeutischen Abteilung übertragen und vom 1. April 1901 bis zu seinem Ruhestand am 1. Januar 1929 erhielt er Prokura.
Am 8. Februar 1946 starb er zurückgezogen und ohne Nachkommen in der Schweiz.

## Wirken

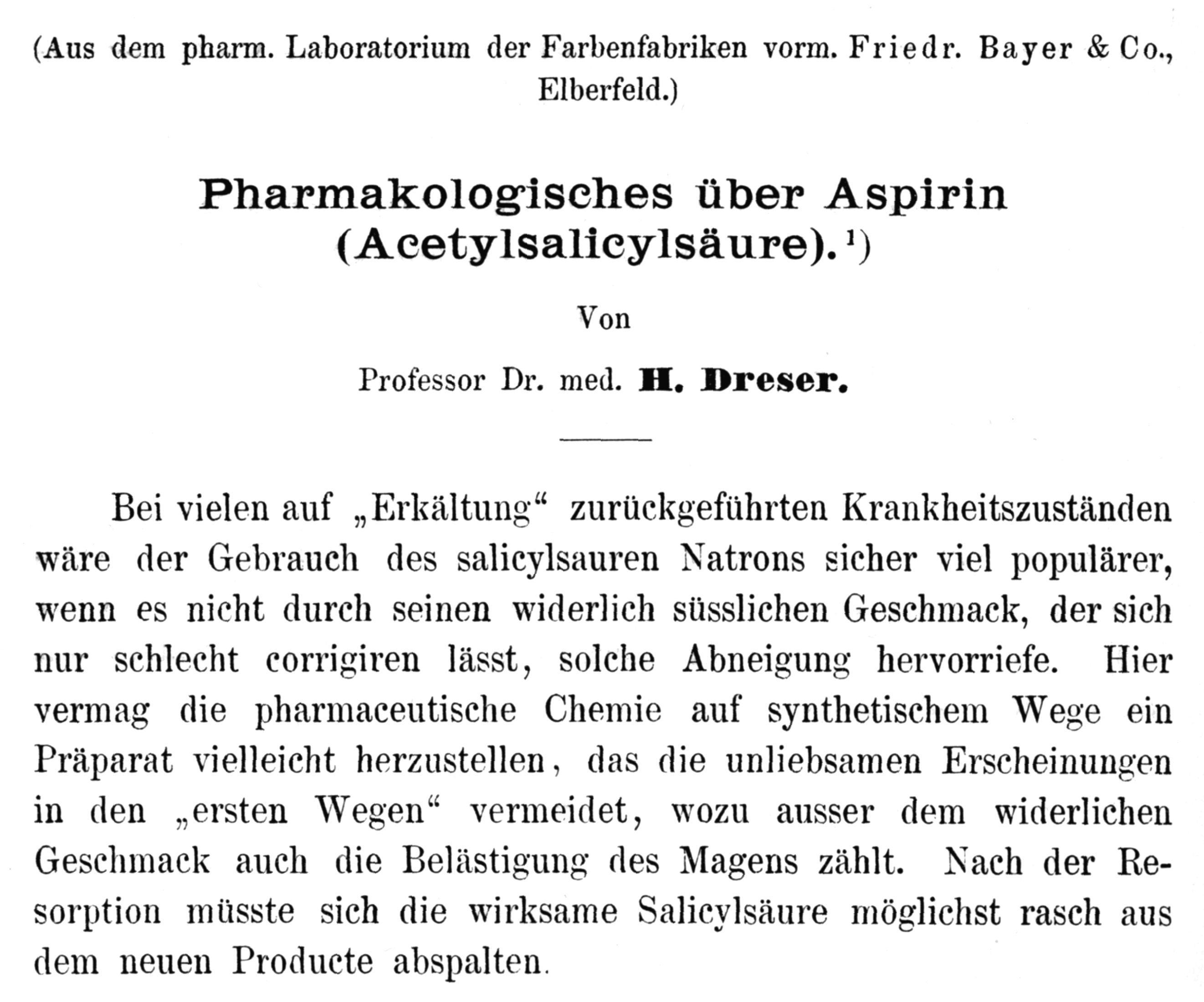
Dresers pharmakologische Vorstellung der Acetylsalicylsäure

Im Forschungsbereich bei den „Farbenfabriken vorm. Friedr. Bayer & Co.“ beschäftigte er sich zur Entwicklung neuer Medikamente  mit Formaldehyd-Alkoholaddukten (Acetalen) sowie Alkaloid-, Salicylsäure-, Guajacol- und Tanninderivaten.
Im Jahr 1896 synthetisierte er aus Morphin mit Acetanhydrid den Wirkstoff Diacetylmorphin. Bayer ließ sich für Diacetylmorphin den Markennamen Heroin schützen.
Hoffmann synthetisierte am 10. August 1897 in Elberfeld erstmals nebenproduktarm Acetylsalicylsäure (ASS) aus Salicylsäure und Acetanhydrid. Diese Substanz wurde nach der pharmazeutischen Prüfung unter dem Markennamen Aspirin angemeldet und weltweit vermarktet. In einer US-Patentschrift US644077 vom 1. August 1898 stellte er detailliert klar, dass nur bei seinem Verfahren – und im Gegensatz zu den von K. Kraut beschriebenen Varianten – die gewünschte Acetylsalicylsäure in reiner Form gebildet wird.
1909 erreichte der ASS-Anteil am gesamten USA-Umsatz 30 %. Das eigentliche Verfahren der technischen Acetylierung mit Acetanhydrid war zu diesem Zeitpunkt im Deutschen Reich wegen eines schwelenden Rechtsstreits nicht patentfähig, obwohl dieser Verfahrensschritt auch bei anderen Pharmawirkstoffen wie Phenacetin (seit 1888), Antifebrin (seit 1886) oder Diacetylmorphin (seit 1896) bereits angewendet wurde. Beim Britischen Patentamt wurden daher vorsorglich die Ansprüche am 28. Dezember 1898 in einem „Letters Patent No. 27088“ angemeldet. Die Patentschrift GB 9123 wurde am 1. Mai 1899 nachgereicht. Propionylsalicylsäure wurde nach gleichem Verfahren von Otto Bonhoeffer patentiert.

## Kontroverse über die Erfindung des Aspirins

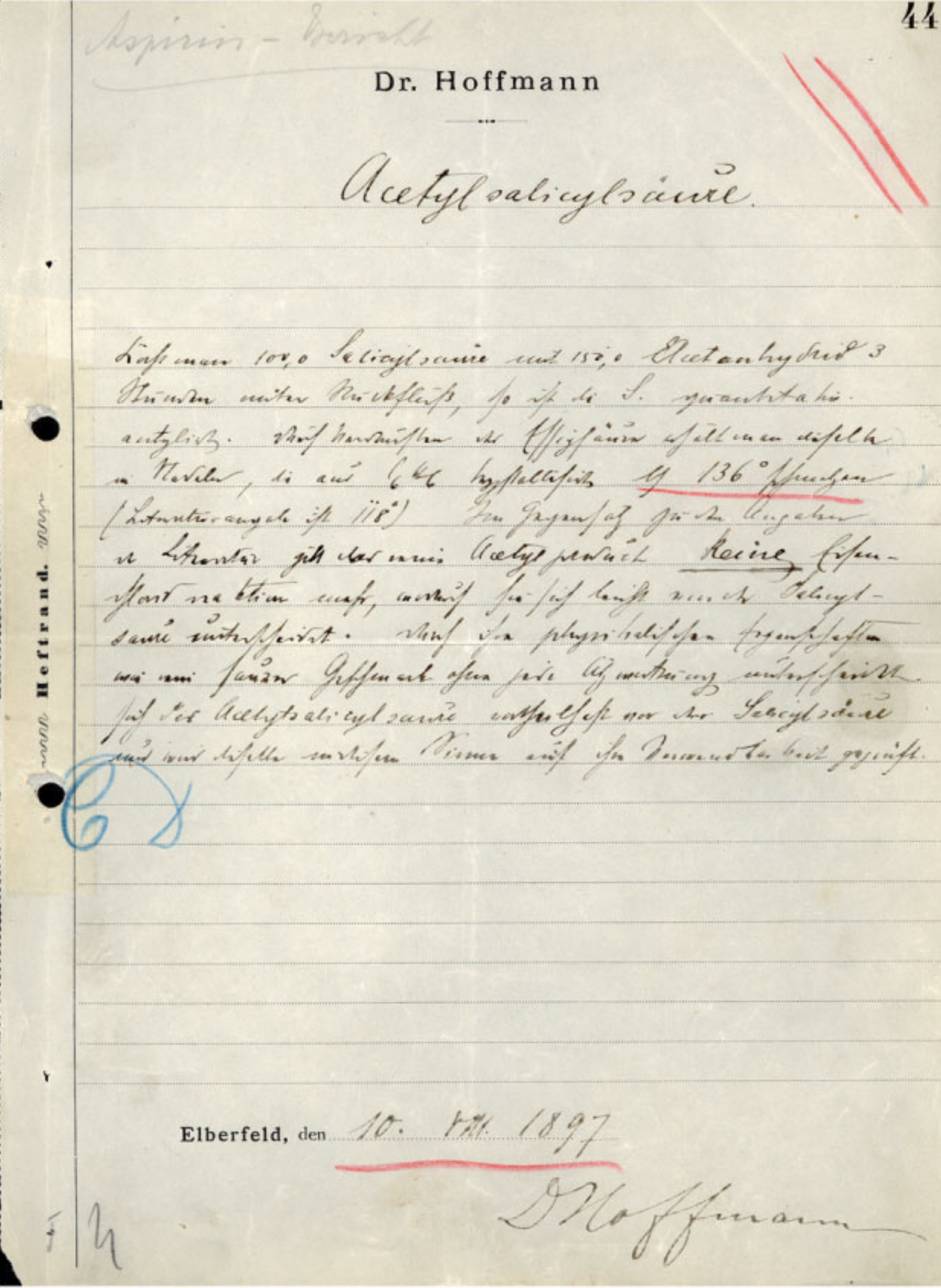
Eintrag auf Blatt-Nr. 44 des Laborprotokolls am 10. August 1897

Die tatsächliche Urheberschaft Hoffmanns wurde jedoch später von Arthur Eichengrün bestritten. Demzufolge habe er, Eichengrün, den Versuchsaufbau geplant, während Hoffmann lediglich mit der Ausführung betraut war, ohne zu wissen, was er tat. Da Eichengrün Jude war, sei dies jedoch ignoriert und die Urheberschaft offiziell Hoffmann zugeschrieben worden. Eichengrün erhob Anspruch auf die Urheberschaft in einem Brief an die IG Farben, den er im KZ Theresienstadt im Jahr 1944 schrieb, sowie in einer Veröffentlichung des Jahres 1949. Auch Walter Sneader kam nach einer Untersuchung zu dem Ergebnis, dass Eichengrün der Erfinder des Aspirins sei, eine These, die im Jahr vorher bereits vor Thijs Rinsema aufgestellt worden war.
Jedoch lässt sich weder in den Dokumenten, die die Arbeit und die Anstellungsverhältnisse von Hoffmann und Eichengrün bei Bayer belegen, noch in Veröffentlichungen ein Hinweis auf die Korrektheit dieser Darstellung finden. So war Eichengrün nie Vorgesetzter von Hoffmann und erst eineinhalb Jahre später als dieser Mitarbeiter bei Bayer geworden. Am Tag der Synthese der Acetylsalicylsäure, laut Hoffmanns Laborjournal dem 10. August 1897, befand sich Eichengrün noch in der Probezeit.
Im amerikanischen Patent für die Acetylsalicylsäure wird nur Hoffmann als Erfinder genannt, Eichengrün hat dem nie widersprochen. Auch sei Eichengrün erst 1934 über einen Bericht über die Entdeckung des Aspirins, als Fußnote in einer „Geschichte der chemischen Technik“, auf die Urheberschafts Hoffmanns aufmerksam geworden. Dagegen hatte Eichengrün selbst Felix Hoffmann in einer Veröffentlichung 1918 als Erfinder genannt:

„Fast 1 ½ Jahre hatte das von Felix Hoffmann dargestellte, allerdings schon vor 30 Jahren in der Literatur beschriebene Salicylsäureacetat, unbeachtet unter den von Seiten des pharmakologischen Laboratoriums abgelehnten Präparaten gestanden, bis im Jahre 1898 bei Gelegenheit anderer Arbeiten Dreser wieder auf das Präparat aufmerksam wurde.“

Arthur Eichengrün erwähnt in einem frühen Review, „Die neuen Arzneimittel im ersten Halbjahr 1899“, namentlich den Beitrag Heinrich Dresers:

„Bemerkenswerth ist auch, dass Aspirin nach den Untersuchungen Dreser’s im Gegensatz zum salicylsauren Natron, welches die Thätigkeit des Herzens verlangsamt, dessen Arbeitsleistung steigert.“

Ein eigener Beitrag zur Synthese oder Anwendung von Aspirin wird weder in diesem Review noch in anderen Veröffentlichungen vor 1949 von ihm erwähnt. Insgesamt hielt Eichengrün 47 Patente, ein Grund, ihm 1897 ein Patent für die Synthese der Acetylsalicylsäure zu verweigern, ist nicht ersichtlich.

## Ehrungen
- 1988 wurde anlässlich des hundertjährigen Bayer-Pharma-Jubiläums eine Straße in Wuppertal nach ihm benannt.
- 2002 wurde Felix Hoffmann in den USA in die National Inventors Hall of Fame aufgenommen.
- Ein Museum in Akron (Ohio) präsentiert Persönlichkeiten, die zu außerordentlichen Erfindungen geführt hatten. Neben Hoffmann finden sich hier auch Walt Disney und Henry Ford.